# Jac Rabie
Jakobus Albert (Jac) Rabie (1938-2008) est un homme politique sud-africain, issu de la communauté des Coloureds, membre du parti travailliste (1978-1992) puis du parti national (1992-1999), député de Reigerpark à la chambre des représentants (métis) au sein du parlement tricaméral (1984-1994) puis député du Gauteng au sein de l'assemblée nationale (1994-1999) et ministre du développement de la population (1993-1994) dans le gouvernement de Klerk.

## Biographie
Né dans une famille coloureds (métis) de Middelburg, fils d'un interprète judiciaire et d'une employée de maison, la famille de Jac Rabie est expulsée da son domicile en vertu du Group Areas Act, une des principales lois d'apartheid. La famille emménage alors dans le quartier métis de Pretoria.
De profession instituteur, Jac Rabie commence sa carrière politique en 1969 en tant que membre du Parti populaire fédéral de couleur (Federal Coloured People's Party - FCCP). Résidant à Reiger Park, il siège au Conseil représentatif de couleur. Il démissionne du FCPP en 1975 et rejoint le parti travailliste en 1978 puis le parti national en 1992 après être devenu multiracial. Chef de la chambre des représentants (février 1992- mars 1994), il entre en 1993 dans le dernier gouvernement du président Frederik de Klerk.
Il se retire de toute vie politique en 1999.
Dépressif depuis la mort de son épouse Sandra (47 ans), assassinée à son domicile de Boksburg en décembre 2006 au cours d'un cambriolage où Jac Rabie est lui-même violemment agressé, il meurt 17 mois plus tard. 